# Mike Rounds
Marion Michael (Mike) Rounds (Huron, 24 oktober 1954) is een Amerikaans politicus van de Republikeinse Partij. Tussen 2003 en 2011 was hij gouverneur van de staat South Dakota.

## Levensloop
Rounds studeerde aan South Dakota State University en behaalde daar een Bachelor of Science in de politicologie. Op die universiteit ontmoette hij ook zijn latere vrouw Jean. Zij trouwden in 1978 en zouden samen vier kinderen krijgen.
Rounds is een partner in Fischer Round & Associates, een verzekerings- en vastgoedbedrijf. Toen hij gouverneur werd droeg hij zijn eigenaarschap over aan een blind trust.
Zijn eerste politieke verkiezing was die tot lid van de Senaat van South Dakota in 1991. Hij had daarin tien jaar zitting. Van 1995 tot 2001 was hij meerderheidsleider. Hij werd viermaal herkozen, maar mocht zich daarna – wegens een wettelijke termijn – niet langer verkiesbaar stellen.
De overwinning van Rounds in de Republikeinse voorverkiezingen voor het gouverneurschap in 2002 kwam als een grote verrassing. Lange tijd was afgevaardigde John Tune de koploper in de peilingen. Thune besloot zich echter uiteindelijk verkiesbaar te stellen voor de Senaat en niet voor het gouverneurschap. Andere kandidaten sprongen in het gat. Rounds stelde zich pas in december 2001 verkiesbaar, en had een grote achterstand. Toch slaagde hij erin de verkiezingen te winnen, omdat beide andere kandidaten elkaar afmaakten met een negatieve campagne. De algemene verkiezingen won hij ook, met Dennis Daugaard als running mate voor de positie van luitenant-gouverneur. Vier jaar later, bij de gouverneursverkiezingen van 2006, werd het duo met groot gemak herkozen.
In maart 2006 ondertekende Rounds een wet waarmee abortus voor vrouwen verboden werd, tenzij het leven van de moeder in gevaar zou zijn. Genoeg mensen ondertekenden echter een petitie waardoor de wet als een referendum aan de kiezers moest worden voorgelegd. Een meerderheid van de kiezers stemde tegen, en de wet werd alsnog verworpen.
Onder de regering van Rounds werd voor het eerst sinds 1947 weer een doodstraf uitgevoerd in South Dakota. Elijah Page kreeg in juli 2007 een dodelijke injectie.
Na het einde van zijn twee termijnen als gouverneur, mocht Rounds zich niet nogmaals verkiesbaar stellen. Hij werd op 8 januari 2011 opgevolgd door zijn luitenant-gouverneur Dennis Daugaard. Rounds werd vervolgens vicevoorzitter van de denktank Bipartisan Policy Center.
In 2014 werd hij verkozen tot de Senaat, waar hij Democraat Tim Johnson opvolgde. In 2020 werd hij herverkozen. Het is bekend dat Rounds zich opnieuw kandidaat wil stellen in 2026.
- Gemeinsame Normdatei: 1193128692
- International Standard Name Identifier: 0000 0000 4822 1989
- Library of Congress Control Number: no2004087477
- Nationale Bibliotheek van Israël: 987012672568105171
- SNAC: w6bh3f4d
- Biographical Directory of the United States Congress: R000605
- Virtual International Authority File: 16940956
- WorldCat: E39PBJwdbj649yGwGGyC7wmjmd